# Two Against Nature
Two Against Nature é o oitavo álbum de estúdio da banda norte-americana de jazz rock Steely Dan, lançado no ano de 2000. Marcou o retorno da banda aos estúdios desde Gaucho, de 1980.
O álbum teve boa recepção por parte da crítica especializada e ganhou quatro prêmios Grammy em 2001, entre eles o Grammy Award para Album of the Year.

## Faixas
Todas as faixas escritas e compostas por Donald Fagen e Walter Becker. 
| N.º            | Título                  | Duração |  |
| 1.             | "Gaslighting Abbie"     | 5:53    |  |
| 2.             | "What a Shame About Me" | 5:17    |  |
| 3.             | "Two Against Nature"    | 6:17    |  |
| 4.             | "Janie Runaway"         | 4:09    |  |
| 5.             | "Almost Gothic"         | 4:09    |  |
| 6.             | "Jack of Speed"         | 6:17    |  |
| 7.             | "Cousin Dupree"         | 5:28    |  |
| 8.             | "Negative Girl"         | 5:34    |  |
| 9.             | "West of Hollywood"     | 8:21    |  |
| Duração total: | Duração total:          | 51:25   |  |

## Prêmios
| Ano  | Recipiente         | Categoria                                                            | Resultado |
| ---- | ------------------ | -------------------------------------------------------------------- | --------- |
| 2001 | Two Against Nature | Grammy Award para Album of the Year                                  | Venceu    |
| 2001 | Two Against Nature | Grammy Award para Best Pop Vocal Album                               | Venceu    |
| 2001 | Two Against Nature | Best Engineered Album, Non-Classical                                 | Venceu    |
| 2001 | "Cousin Dupree"    | Grammy Award para Best Pop Performance by a Duo or Group with Vocals | Venceu    |